# Новотроїцький район
Новотро́їцький райо́н — район у південно-східній частині Херсонщини. На півночі межує з Нижньосірогозьким та Іванівським, на сході з Генічеським, на заході з Каховським і Чаплинським районами, на півдні з Красноперекопським районом Автономної Республіки Крим. Площа — 2 100 км². Районний центр — смт Новотроїцьке.

## Географія
Район розташований у степовій зоні. Ґрунти тут каштанові в комплексі з солонцями придатні для розвитку сільськогосподарського виробництва. В урожайні роки район дає стільки зерна, як балтійські країни разом узяті.
Тут добре родять озима пшениця, соняшник, кукурудза, овочеві та баштанні культури, рицина, багаторічні трави. Перспективними є садівництво, виноградарство, скотарство, вівчарство і бавовництво.

## Історія
05.02.1965 Указом Президії Верховної Ради Української РСР передано Володимиро-Іллінську сільраду Чаплинського району до складу Новотроїцького району.

## Населення
Розподіл населення за віком та статтю (2001):
| Стать | Всього | До 15 років | 15-24 | 25-44 | 45-64 | 65-85 | Понад 85 |
| --- | ------ | ----------- | ----- | ----- | ----- | ----- | -------- |
| Чоловіки | 20 203 | 4323        | 2875  | 6198  | 4982  | 1777  | 48       |
| Жінки | 22 822 | 4228        | 2710  | 6224  | 5889  | 3496  | 275      |
| \| Статево-вікова піраміда \| Статево-вікова піраміда \| Статево-вікова піраміда \| \| ----------------------- \| ----------------------- \| ----------------------- \| \| Чоловіки \| Вік \| Жінки \| \| 48 \| 85 + \| 275 \| \| 85 \| 80-84 \| 368 \| \| 284 \| 75-79 \| 826 \| \| 674 \| 70-74 \| 1212 \| \| 734 \| 65-69 \| 1090 \| \| 1386 \| 60-64 \| 1799 \| \| 783 \| 55-59 \| 1047 \| \| 1293 \| 50-54 \| 1421 \| \| 1520 \| 45-49 \| 1622 \| \| 1722 \| 40-44 \| 1743 \| \| 1569 \| 35-39 \| 1558 \| \| 1473 \| 30-34 \| 1512 \| \| 1434 \| 25-29 \| 1411 \| \| 1374 \| 20-24 \| 1328 \| \| 1501 \| 15-20 \| 1382 \| \| 1865 \| 10-14 \| 1788 \| \| 1414 \| 5-9 \| 1345 \| \| 1044 \| 0-4 \| 1095 \| |        |             |       |       |       |       |          |
| Статево-вікова піраміда |        |             |       |       |       |       |          |
| Чоловіки | Вік    | Жінки       |       |       |       |       |          |
| 48 | 85 +   | 275         |       |       |       |       |          |
| 85 | 80-84  | 368         |       |       |       |       |          |
| 284 | 75-79  | 826         |       |       |       |       |          |
| 674 | 70-74  | 1212        |       |       |       |       |          |
| 734 | 65-69  | 1090        |       |       |       |       |          |
| 1386 | 60-64  | 1799        |       |       |       |       |          |
| 783 | 55-59  | 1047        |       |       |       |       |          |
| 1293 | 50-54  | 1421        |       |       |       |       |          |
| 1520 | 45-49  | 1622        |       |       |       |       |          |
| 1722 | 40-44  | 1743        |       |       |       |       |          |
| 1569 | 35-39  | 1558        |       |       |       |       |          |
| 1473 | 30-34  | 1512        |       |       |       |       |          |
| 1434 | 25-29  | 1411        |       |       |       |       |          |
| 1374 | 20-24  | 1328        |       |       |       |       |          |
| 1501 | 15-20  | 1382        |       |       |       |       |          |
| 1865 | 10-14  | 1788        |       |       |       |       |          |
| 1414 | 5-9    | 1345        |       |       |       |       |          |
| 1044 | 0-4    | 1095        |       |       |       |       |          |

Національний склад населення за даними перепису 2001 року:
| Національність | Кількість осіб | Відсоток |
| -------------- | -------------- | -------- |
| українці       | 37360          | 86,62 %  |
| росіяни        | 4184           | 9,70 %   |
| татари         | 436            | 1,01 %   |
| білоруси       | 242            | 0,56 %   |
| цигани         | 202            | 0,47 %   |
| інші           | 707            | 1,64 %   |

Мовний склад населення за даними перепису 2001 року:
| Мова       | Кількість осіб | Відсоток |
| ---------- | -------------- | -------- |
| українська | 37590          | 87,15 %  |
| російська  | 4601           | 10,67 %  |
| татарська  | 354            | 0,82 %   |
| циганська  | 147            | 0,34 %   |
| вірменська | 118            | 0,27 %   |
| інші       | 321            | 0,74 %   |

Станом на січень 2015 року кількість мешканців району становила 36 081 особу, з них міського населення — 15 009, сільського — 21 072
осіб.

## Економіка
Стабільні урожаї забезпечує зрошення, що подається з Каховського магістрального каналу. Цим зумовлюється промисловий потенціал району. В ньому переважає переробна промисловість. Її основу становить акціонерне товариство «Новотроїцький маслосирзавод». Його продукція широко відома за межами України. Тверді сири «Новотроїцький» та «Голландський» під торговою маркою «Нова Троя» удостоїлись на виставках золотих медалей.

## Політика
25 травня 2014 року відбулися Президентські вибори України. У межах Новотроїцького району були створені 42 виборчі дільниці. Явка на виборах складала — 45,82 % (проголосували 13 574 із 29 625 виборців). Найбільшу кількість голосів отримав Петро Порошенко — 38,89 % (5 279 виборців); Сергій Тігіпко — 18,39 % (2 496 виборців), Петро Симоненко — 8,36 % (1 135 виборців), Юлія Тимошенко — 7,95 % (1 079 виборців), Олег Ляшко — 4,75 % (645 виборців), Анатолій Гриценко — 4,49 % (610 виборців). Решта кандидатів набрали меншу кількість голосів. Кількість недійсних або зіпсованих бюлетенів — 3,03 %.